# نهر بطمان
نهر بطمان هو أحد الروافد الرئيسية لنهر دجلة يقع في جنوب شرق تركيا. وهو ينبع من جبال ألادغلار (في جبال ساسون وقنج) ويتدفق تقريبا من الشمال إلى الجنوب، ويمر بالقرب من مدينة بطمان وتشكل حدودا طبيعية بين محافظة باتمان ومحافظة ديار بكر.